# Matija Podgornik
Matej (Matevž, Matthaeus) Podgornik, slovenski kmečki upornik, * 14. september 1673, Pečine, † 23. april 1714, Gorica.
Matej Podgornik je bil leta 1713 eden izmed enajstih voditeljev tolminskega kmečkega upora. Po nekaterih virih (Ivan Pregelj Tolminci) je bil doma iz Čepovana, kar pa je napačno, saj je Pregelj to navedel v romanu, ki je deloma povzet po resničnih dogodkih, deloma pa sad fantazije romanopisca. Napačno je tudi ime (Matija in ne Matej ali Matevž). 31. januarja 1694 je poročil Nežo Lapanja, starejšo sestro Valentina Lapajne iz Ponikev. Usmrčen in razkosan na štiri dele je bil 23. aprila 1714 na goriškem Travniku skupaj z Valentinom Lapajno in Andrejem Laharnarjem s Šentviške Gore. 